# イ・マンギ
イ・マンギ（이만기、李萬基 1963年1月1日 - ）は、大韓民国の伝説的シルム選手、大学教授。本貫は陜川李氏。

## 概要
左利きである。
慶南大学在学中で無名選手だった1983年4月に初のプロシルム大会である第1回天下壮士シルム大会に参加し、初代天下壮士となる。同時にシルムのプロに昇格して、現代重工業に所属。イ・ジュンヒ、イ・ボンゴルらとともに「3李」時代を築き、プロシルムを一躍人気スポーツに押し上げた。
金剛壮士を18回、天下壮士を10回、漢拏壮士を7回獲得。通算勝率は86.5％で歴代一位。対戦相手で負け越したのは2勝4敗のカン・ホドンだけである。
引退後はKBSでシルム解説委員などを務め、現在は仁済大学校の教授を務めている。